# PC Format
PC Format – dwumiesięcznik (do 2019 roku miesięcznik) komputerowy wydawany od sierpnia 2000 do stycznia 2022. Początkowo wydawany przez wydawnictwo Bauer, od 2020 przez Fantasyexpo. Był czasopismem popularnym, przeznaczonym dla użytkowników komputerów do pracy i rozrywki. Publikował testy produktów oraz porady na temat korzystania z komputera. Pod względem treści i sposobu prezentacji przypominał miesięcznik Komputer Świat i głównie z tym pismem konkurował.

## Historia
Początkowo PC Format utrzymywał typową dla miesięczników formułę pisma informacyjnego, jednak w konkurencji z magazynami CHIP, Enter i PC World Komputer tracił sukcesywnie rynek i pozostawał na czwartym miejscu pod względem sprzedaży egzemplarzowej i czytelnictwa. Po roku 2000 przyjęta została formuła poradnikowa, która początkowo dała rezultaty, jednak w latach 2004–2005 roku pismo traciło czytelników i pod koniec roku miało już niewiele ponad 10 tys. sprzedaży oraz czytelnictwo, według badań miesięcznika Press, na poziomie 0,4% – były to wskaźniki 2-5-krotnie niższe niż w konkurencyjnych pismach.
W tej sytuacji wydawnictwo zdecydowało się dokonać relaunchu tytułu pod kierownictwem Ewy Hutny. Przeniesiono redakcję z Wrocławia do Warszawy – poprzedni zespół został rozwiązany, natomiast pismo, od numeru 3/2006, tworzone było przez zespół złożony częściowo z dawnych redaktorów miesięcznika Enter. Debiut okazał się udany (sprzedaż pierwszego numeru w nowym formacie wyniosła ok. 135 tysięcy egzemplarzy, a drugiego ok. 164 tysięcy egzemplarzy) i magazyn utrzymywał przez kolejne miesiące pozycję lidera na rynku magazynów komputerowych w Polsce. W grudniu 2009 roku nastąpiła zmiana redaktora naczelnego – Ewę Hutny zastąpił Marek Konderski. We wrześniu 2017 roku redaktorem naczelnym został wieloletni redaktor CHIP-a i nieistniejącego już portalu heise-online.pl – Adam Chabiński, a siedzibę redakcji przeniesiono do Wrocławia.
W 2019 zmieniła się częstotliwość wydawania czasopisma – od tego roku PC Format stał się dwumiesięcznikiem. Wtedy też rozpoczęto wydawanie edycji magazynu bez płyty DVD – PC Format Extra (również ukazującego się co dwa miesiące) – pojawiły się tylko dwa numery. 
W lipcu 2020 dotychczasowy wydawca, Wydawnictwo Bauer, sprzedał prawa do marki CD-Action oraz PC Format wrocławskiej agencji gamingowej Fantasyexpo.  
Ze względu na wysokie ceny papieru, malejącą sprzedaż oraz inflację 5 stycznia 2022 redakcja PC Formatu poinformowała o zaprzestaniu wydawania czasopisma w formie drukowanej. Zapowiedziano też kontynuowanie działalności w internecie. 2 lutego 2022 na stronie internetowej pisma wydawca PC Formatu zamieścił komunikat, mówiący o wcieleniu PC Formatu w strukturę witryny czasopisma CD-Action. Od stycznia 2025 dawna strona internetowa PC Formatu - pcformat.pl należy do spółki Wirtualna Polska Holding S.A..